# ミュージックトマト
ミュージックトマト（Music Tomato）は、1980年代から1990年代中頃にかけて、テレビ神奈川（TVK）で放送されていた音楽番組。略称は「ミュートマ」。

## 概要
1980年代、アメリカのMTVなどで流れ始めた、洋楽ヒット曲のミュージック・ビデオ（ビデオクリップ）をまとめて放送。番組放送時間の関係で、毎回約10曲程度が放送される。放送開始当時、洋楽ビデオクリップを流すテレビ局はまだ少なく、先進的で希少な存在であった。
日本国内のアーティストのビデオクリップも、極少数ながらたまに放送された。これは、時代的にまだ日本のアーティストのビデオクリップ制作が浸透していなかったため、ビデオ本数の存在が少なかったからである。
後に、海外からの影響で、日本国内でもビデオクリップ制作が盛んになり、番組における邦楽ビデオの占める割合が増えたため、邦楽ビデオは「ミュージックトマトJAPAN」という独立した別番組を開始させ、そちらに移行させた。邦楽の放送は全てミュージックトマトJAPANに移行されたため、再び洋楽だけの放送となり「ミュージックトマトWorld」と番組名を変え放送を続ける。
曲のイントロや最後に、V.J.（ビデオジョッキー）と称された曲紹介などのしゃべりが入り、FMラジオのテイストを取り入れる。
なお、1990年代に入り、同番組の時間帯はリニューアルが図られた。「ミュージックトマト」という番組名は残しつつも、曜日ごとにジャンルや内容を分け、下記のようなスタイルへと移行した。
- 月曜日「Music Tomato Monday」（特定の海外アーチストを週替わりで特集）VJ：鈴木しょう治
- 火曜日「Music Tomato Tuesday」（生放送）VJ：今泉圭子
- 水曜日「Music Tomato ROCK SHOW」（ハードロック専門。生放送）VJ：伊藤政則
- 木曜日「Mutoma World」（当項目内容の流れをくむ）VJ：伊藤なつみ
- 金曜日「Mutoma Friday」（リクエストとアーチスト情報。生放送）VJ：大森庸雄、平尾美保

（月曜日、木曜日以外は、当時横浜そごう地下1階にあった「MM21スタジオ」より公開生放送）

## ビデオジョッキー
- ジェームス蘇我
- ランディー木崎 - 現在スポーツジャーナリストとして活動。イチローの取材で有名。
- 松岡英明 - 「ミュージックトマトWorld」移行後
- ちわきまゆみ - 「ミュージックトマトWorld」移行後
- 伊藤政則 - 「ミュージックトマトWorld」移行後

## 放送時間
- 毎週月曜日〜金曜日　16:55～17:45